# Fidel V. Ramos
Fidel V. Ramos, all'anagrafe Fidel Valdez Ramos (Lingayen, 18 marzo 1928 – Makati, 31 luglio 2022), è stato un politico e generale filippino.

## Biografia
Fu il dodicesimo Presidente delle Filippine, in carica dal 1992 al 1998. Subentrò, nella carica di Presidente, a Corazon Aquino; gli succedette poi Joseph Estrada.
Ramos è morto il 31 luglio 2022, all’età di 94 anni, per complicazioni da COVID-19.